# Ascorhynchus petilus
Ascorhynchus petilus is een zeespin uit de familie Ascorhynchidae. De soort behoort tot het geslacht Ascorhynchus. Ascorhynchus petilus werd in 1996 voor het eerst wetenschappelijk beschreven door Child. 